# カテコールオキシダーゼ
カテコールオキシダーゼ (catechol oxidase; EC 1.10.3.1) とは、酵素の一種で、チロシナーゼ、ジフェノールオキシダーゼ、カテゴラーゼ、o-ジフェノラーゼ、フェノラーゼ等の別名を持つ。カテコールオキシダーゼは以下の反応を触媒する。
2 カテコール + O2 {\displaystyle \rightleftharpoons } 2 1,2-benzoquinone + 2 H2O
また、チロシナーゼのような銅を含むカテコールオキシダーゼは、EC 1.14.18.1に分類されるモノフェノールモノオキシゲナーゼとしての活性も持っている。その反応のようすを以下に示す。
L-チロシン + L-ドーパ + O2 {\displaystyle \rightleftharpoons } L-ドーパ + ドーパキノン + H2O
なお、動物由来のものはチロシン、ドーパに対する活性が高いといわれている。